# Jens Veggerby
Jens Veggerby (Copenaghen, 20 ottobre 1962) è un ex pistard e ciclista su strada danese.
Professionista dal 1984 al 1999, fu campione del mondo 1993 nel mezzofondo.

## Carriera
Si distinse soprattutto nella pista, vincendo i campionati del mondo nel mezzofondo nel 1993, tre campionati d'Europa nell'americana e un campionato nazionale, anch'esso nell'americana. Vinse anche 13 Sei Giorni.
I principali successi su strada furono una tappa al Postgirot Open nel 1982 (quando era ancora dilettante) e una tappa al Tour de Romandie 1989 in maglia 7-Eleven. Fu inoltre terzo al Giro di Toscana 1985 e al Giro dell'Appennino 1986, in entrambi i casi in maglia Vini Ricordi.

## Palmarès

### Pista
- 1989

Sei giorni di Copenaghen (con Danny Clark)
- 1990

Campionati europei, Americana (con Pierangelo Bincoletto)
- 1991

Sei giorni di Copenaghen (con Danny Clark)
- 1992

Sei giorni di Anversa (con Constant Tourné)
Sei giorni di Gand (con Étienne De Wilde)
- 1993

Campionati del mondo, mezzofondo
Sei giorni di Copenaghen (con Rolf Sørensen)
- 1994

Sei giorni di Anversa (con Étienne De Wilde)
Sei giorni di Stoccarda (con Étienne De Wilde)
- 1995

Sei giorni di Herning (con Jimmi Madsen)
- 1996

Campionati europei, Americana (con Jimmi Madsen)
Campionati danesi, Americana (con Jimmi Madsen)
Sei giorni di Stoccarda (con Jimmi Madsen)
- 1997

Campionati europei, Americana (con Jimmi Madsen)
Sei giorni di Berlino (con Olaf Ludwig)
Sei giorni di Copenaghen (con Jimmi Madsen)
Sei giorni di Herning (con Jimmi Madsen)
- 1998

Sei giorni di Brema (con Jimmi Madsen)

### Strada
- 1982 (Dilettanti)

2ª tappa Postgirot Open (Vänersborg > Skövde)
- 1983 (Dilettanti)

Bologna-Raticosa
Cronoscalata della Futa - Memorial Gastone Nencini
Gran Premio Ezio Del Rosso
- 1988

5ª tappa United Texas Tour
8ª tappa United Texas Tour
- 1989

2ª tappa Tour de Romandie (Saignelégier > Friburgo)

## Piazzamenti

### Grandi Giri
- Giro d'Italia

1985: 40º
1986: 27º
1988: ritirato (12ª tappa)
- Tour de France

1988: 113º
1989: fuori tempo massimo (10ª tappa)

### Classiche monumento
- Liegi-Bastogne-Liegi

1987: 43º

### Competizioni mondiali
- Campionati del mondo su strada

Altenrhein 1983 - In linea dilettanti: 17º
Barcellona 1984 - In linea: ritirato
Giavera del Montello 1985 - In linea: 55º
Colorado Springs 1986 - In linea: ritirato
Villach 1987 - In linea: ritirato
Ronse 1988 - In linea: ritirato
- Campionati del mondo su pista

Valencia 1992 - Mezzofondo: 2º
Hamar 1993 - Mezzofondo: vincitore
Manchester 1996 - Americana: 7º